# Вільний вітер (оперета)
«Вільний вітер» — оперета І. О. Дунаєвського, написана ним у 1947 році. Лібрето В. Віннікова, В. Крахта, В. Тіпота.

## Сюжет
Дія оперети відбувається «у країні, якої немає на географічній карті». Лібрето оперети створювалося в 1947 році, в період радянсько-югославського конфлікту і громадянської війни в Греції . Це наклало відбиток на сюжет оперети — багато персонажів мають слов'янські імена, в музиці виразно простежуються хорватські мотиви (див. нижче), так що зображена в опереті країна легко ототожнюється з Югославією. При пізніших постановках і екранізаціях оперети югославські мотиви частково затушовані — ім'я Янко замінено Янго, ім'я Стан на Стен тощо.
Війна закінчилася, і матроси портового міста мріють вийти в море. Однак владу захопили американці в особі містера Честерфільда та його підопічного Георга Стана, а колишній партизанський вождь Янко, прозваний у народі Стефаном-месником, змушений переховуватись.
Стан повідомляє радісну звістку: кораблі виходять у море аби доставити «вантаж, що швидко псується». Моряки тріумфують у кабачку «Сьоме небо». Приходять Янко та Стелла, дочка бідної матроської вдови Клементини. Вони кохають один одного. Але Георг Стан також захоплений красунею Стеллою. Він дізнається, що Янко розшукує поліція, та погрожує Стеллі видати Янко. Стелла жертвує собою, погоджуючись на шлюб зі Станом. Виручає Пепіта, подруга Стелли, весела і жвава подавальниця кабачка «Сьоме небо» — за допомогою Михася, закоханого в неї племінника Стана, вона заволодіває паперами, що компрометують Стана, з його сейфа.
Одночасно виявляється, що «вантаж, що швидко псується» — це не фрукти, а зброя, призначена для поневолення маленької волелюбної заморської країни. Цю звістку приносить Стелла, знімаючи з себе підозру у зраді та повертаючи кохання Янко. Матроси та докери на заклик Янка відмовляються від завантаження зброї — вони довго чекали роботи, але краще зачекають ще трохи! Зате вийдуть у своє море, на своїх кораблях, зі своїм вантажем, і їхні вітрила наповнить свій, вільний вітер!

## Дійові особи
- Клементіна Маріч, вдова моряка
- Стелла, її дочка
- Янко (Стефан)
- Хома, матрос
- Філіп, матрос
- Пепіта, служниця кабачка «Сьоме небо»
- Георг Стан, багатий судновласник
- Мікась, його племінник
- Цезар Галль, старий актор
- Регіна де Сен-Клу, наречена Мікася

## Екранізації та радіомонтажі
За оперетою було знято два кінофільми:
- «Вільний вітер» (1961), з Ліонеллою Скірдою;
- «Вільний вітер» (1983), з Ларисою Білогурової.